# Чанаккале (ил)
Чанаккале (тур. Çanakkale) — ил на северо-западе Турции.

## География
Территория ила Чанаккале, как и ила Стамбул, расположена в двух частях света — Европе и Азии.
Административный центр ила город Чанаккале расположен в его азиатской части, занимающей полуостров Бига (в древности эта область была известна как Троада), на берегу пролива Дарданеллы. Пролив отделяет от азиатской европейскую часть ила, большую часть которой занимает Галлипольский полуостров (в древности Херсонес Фракийский).

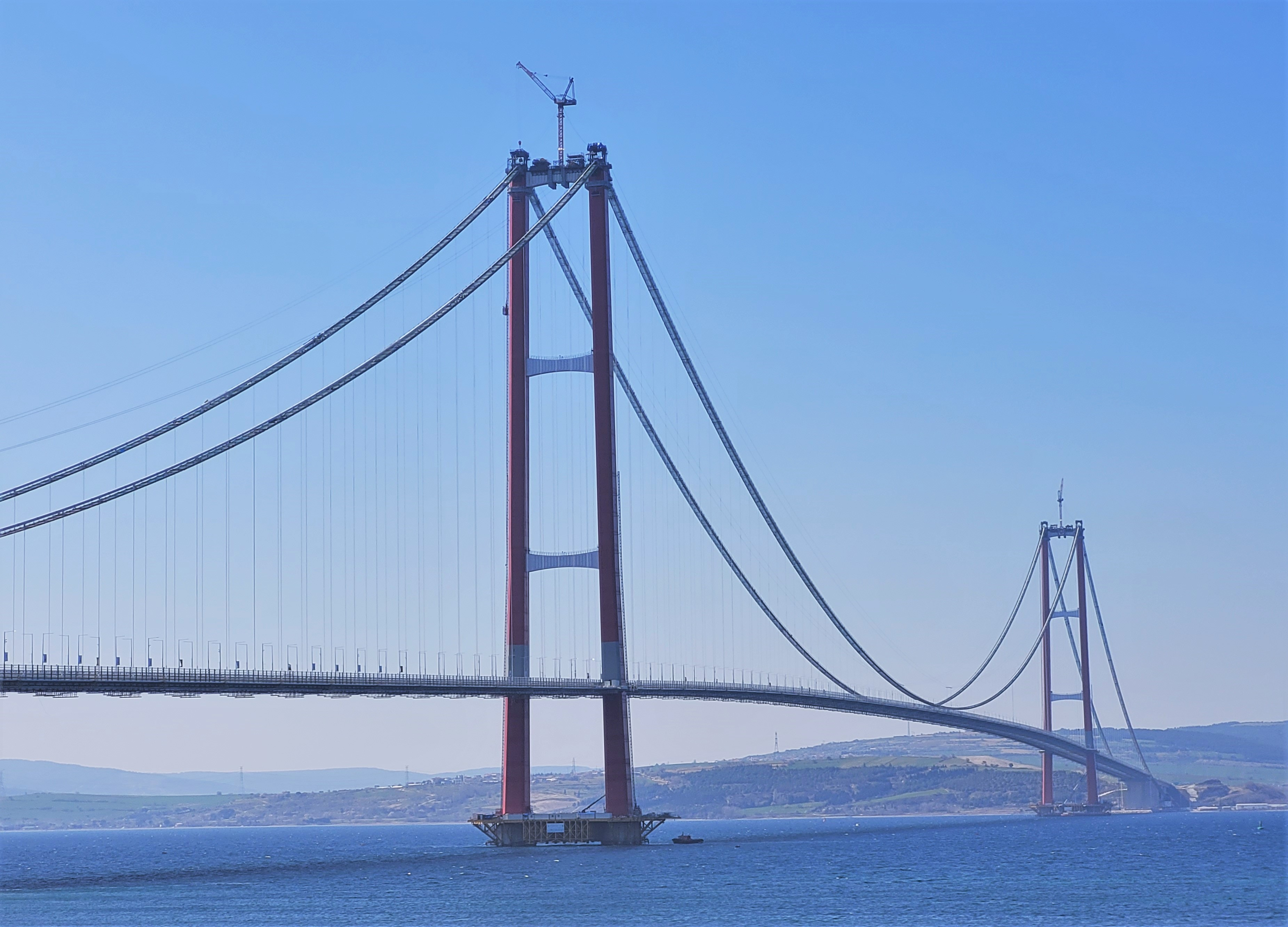

Через Дарданеллы построен мост Чанаккале 1915 года (1915 Çanakkale Köprüsü), также известный как мост Дарданеллы (Çanakkale Boğaz Köprüsü).
С запада и юга территория ила омывается водами Эгейского моря, в его состав входят острова Гёкчеада (крупнейший остров Турции) и Бозджаада. С севера территория ила омывается водами Мраморного моря.
Европейская часть ила граничит с илами Эдирне и Текирдаг, азиатская — с илом Балыкесир.

## Население
Население — 464 975 жителей (2009). Национальный состав: турки — 83 %, греки — 15 %, другие — 2 %.
Крупнейшие города — Чанаккале (76 тыс. жителей в 2000 году), Байрамич, Бига, Гелиболу (морской порт в европейской части), Чан.
Санджак Галлиполи (1912 г.):
| Санджак   | Каза       | Греки  | Мусульмане | Армяне | Болгары | Евреи | Общая числ. |
| Галлиполи | Галлиполи  | 17 869 | 11 487     | 1 250  | —       | 1 850 | 32 456      |
|           | Мадитос    | 8 967  | 5 252      | 30     | —       | —     | 14 249      |
|           | Мириофитон | 19 206 | 1 569      | —      | —       | —     | 20 775      |
|           | Перистасис | 12 046 | 2 935      | —      | —       | —     | 14 981      |
|           | Кешан      | 12 343 | 11 370     | —      | 2 000   | —     | 25 713      |
|           | Итого:     | 70,431 | 32,613     | 1,280  | 2,000   | 1,850 | 108,174     |

## Административное деление

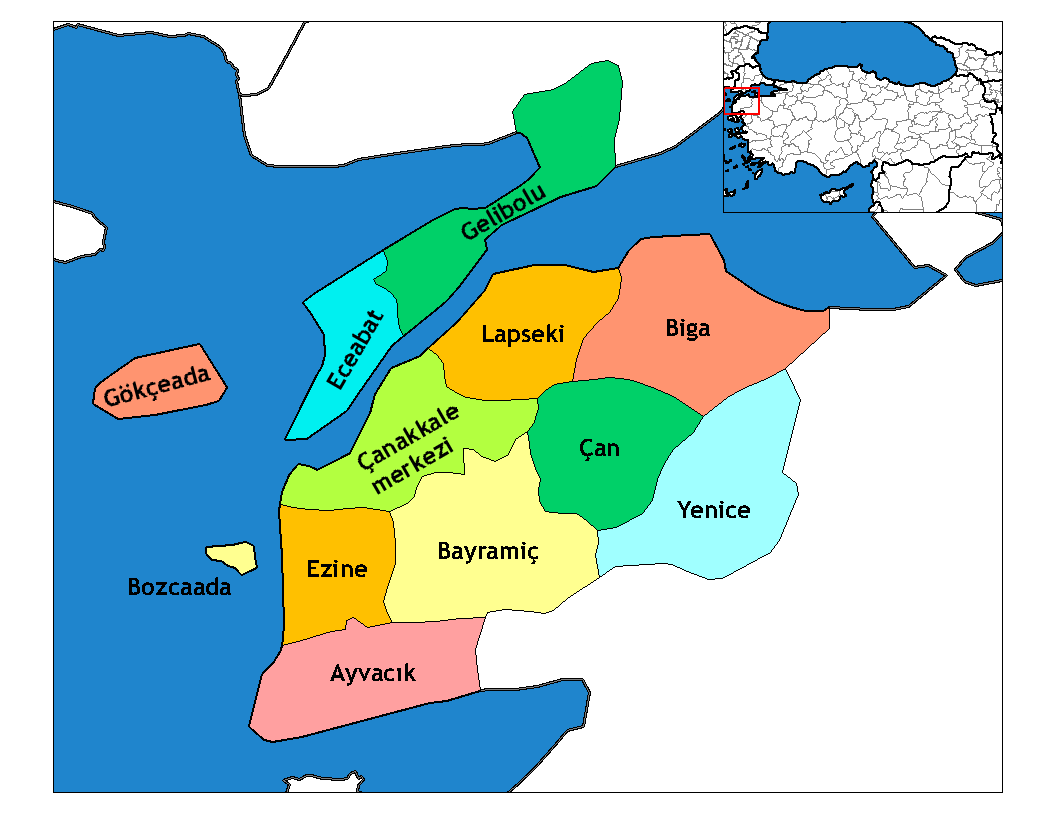

Ил Чанаккале делится на 12 районов:
1. Айваджык (Ayvacık)
2. Байрамич (Bayramiç)
3. Бига (Biga)
4. Бозджаада (Bozcaada)
5. Чан (Çan)
6. Чанаккале (Çanakkale)
7. Эджеабат (Eceabat)
8. Эзине (Ezine)
9. Гелиболу (Gelibolu)
10. Гёкчеада (Gökçeada)
11. Лапсеки (Lapseki)
12. Енидже (Yenice)

## Достопримечательности
- археологические раскопки Трои, включены в список Всемирного наследия ЮНЕСКО